# Alto de la Comella
Die Alto de la Comella ist eine 1347 Meter hohe Passstraße in Andorra. Sie befindet sich im Gemeindegebiet der Hauptstadt Andorra la Vella und bildet den höchsten Punkt der CS-101.

## Auffahrt
Die Westauffahrt beginnt bei einem Kreisverkehr unweit des Estadi Nacional, wo die CG-1 auf die CS-101 trifft. Sie ist 4,3 Kilometer lang und weist eine durchschnittliche Steigung von 8,1 % auf. Nach rund 400 Metern wird der Canals dels Maians überquert und die Straße führt über mehrere Kehren vorbei am British College of Andorra zum höchsten Punkt. Die letzten 500 Meter steigen dabei im Schnitt mit rund 9 % an.
Die Ostauffahrt beginnt bei einem Kreisverkehr aus CG-2 und CS-101. Auf den ersten 1200 Metern fallen die Steigungsprozente kaum unter die 10 %-Marke, ehe ein flacher Kilometer zu einer 400 Meter langen Zwischenabfahrt führt. Kurz nach der Siedlung La Plana beginnt die Straße wieder anzusteigen und weist auf den letzten 1400 Metern eine durchschnittliche Steigung von rund 8 % auf, wobei Rampen von mehr als 10 % befahren werden müssen. Insgesamt weist die 3,8 Kilometer lange Auffahrt eine Durchschnittssteigung von 5,7 % auf.

## Radsport

### Tour de France
Die Tour de France führte bislang nur einmal über die Alto de la Comella. Die Überquerung fand im Jahr 2016 im Rahmen der 9. Etappe statt, die von Vielha e Mijaran über den Port de la Bonaigua, Port del Cantó und Col de Beixalis zu einer Bergankunft in Ordino-Arcalís führte. Die Westauffahrt der Alto de la Comella wurde dabei rund 40 Kilometer vor dem Ziel als Bergwertung der 2. Kategorie überquert. Die meisten Punkte sicherte sich damals der Belgier Thomas De Gendt.
| Jahr | Etappe     | Bergwertung  | Fahrer          | Auffahrt |
| ---- | ---------- | ------------ | --------------- | -------- |
| 2016 | 09. Etappe | 2. Kategorie | Thomas De Gendt | West     |

### Vuelta a España
Die Vuelta a España führte im Jahr 1985 im Rahmen der 11. Etappe erstmals über die Alto de la Comella. Damals stellte die Westauffahrt den abschließenden Anstieg dar, ehe das Ziel in Andorra la Vella erreicht wurde. Der Pass wurde als Bergwertung der 2. Kategorie klassifiziert, wobei sich der Kolumbianer Francisco Rodríguez die meisten Punkte sicherte. Im Anstieg verlor der Gesamtführende David Miller 14 Sekunden gegenüber Pedro Delgado, der schlussendlich die Rundfahrt mit einem Vorsprung von 36 Sekunden gewann.
Die zweite Überquerung folgte neun Jahre später in der Vuelta a España 1994. Als Bergwertung der 1. Kategorie wurde die Westauffahrt in Angriff genommen, ehe die Strecke über den Coll d’Ordino zur Bergankunft nach Ordino-Arcalís führte. Auch im Jahr 1998 bildete die Westauffahrt der Alto de la Comella den Auftakt einer anspruchsvollen Pyrenäen-Etappe. Die kürzere Ostauffahrt wurde erstmals im Jahr 2012 befahren. Als Bergwertung der 2. Kategorie diente sie als Bergwertung als vorletzter Anstieg, ehe die Etappe auf dem Coll de la Gallina zu Ende ging. Ein Jahr später wurde die Kombination der beiden Anstiege erneut genutzt. In den Jahren 2015 und 2017 führte die Spanien-Rundfahrt im Rahmen ihrer Andorra-Etappen stets über die Alto de la Comella, wobei beide Male auch die Westauffahrt als Bergwertung der 2. Kategorie klassifiziert wurde. Bei der Vuelta a España 2018 wurden im Rahmen der vorletzten 20. Etappe erstmals beide Auffahrten innerhalb von einem Abschnitt befahren. Die anspruchsvollere Westauffahrt wurde zu Beginn in Angriff genommen, ehe die Ostauffahrt als Bergwertung der 3. Kategorie als vorletzter Anstieg diente. Die bislang letzte Befahrung erfolgte im Jahr 2019 erneut von der Westseite.
Die Vuelta a España 2025 soll im Rahmen der 6. Etappe erneut über die Alto de la Comella führen, wobei die Westauffahrt als Bergwertung der 2. Kategorie als Vorletzter Anstieg vor der Bergankunft in Pal dient.
| Jahr | Etappe     | Bergwertung  | Fahrer              | Auffahrt |
| ---- | ---------- | ------------ | ------------------- | -------- |
| 1985 | 11. Etappe | 2. Kategorie | Francisco Rodríguez | West     |
| 1994 | 10. Etappe | 1. Kategorie | Carlos Galarreta    | West     |
| 1998 | 10. Etappe | 1. Kategorie | Francisco Cerezo    | West     |
| 2012 | 08. Etappe | 2. Kategorie | Javier Ramírez      | Ost      |
| 2013 | 14. Etappe | 2. Kategorie | Daniele Ratto       | Ost      |
| 2015 | 11. Etappe | 2. Kategorie | Mikel Landa         | West     |
| 2017 | 03. Etappe | 2. Kategorie | Chris Froome        | West     |
| 2018 | 20. Etappe | 2. Kategorie | Miguel Ángel López  | West     |
| 2018 | 20. Etappe | 3. Kategorie | Thomas De Gendt     | Ost      |
| 2019 | 09. Etappe | 2. Kategorie | Geoffrey Bouchard   | West     |
| 2025 | 06. Etappe | 2. Kategorie |                     | West     |